# Ranger (Schiff, 1934)
Die USS Ranger (CV-4) war der erste US-amerikanische Flugzeugträger, der auch als solcher geplant und von der Newport News Shipbuilding & Drydock Company Werft in Virginia gebaut wurde. Bemerkenswert waren die sechs umlegbaren Schornsteine.

## Geschichte

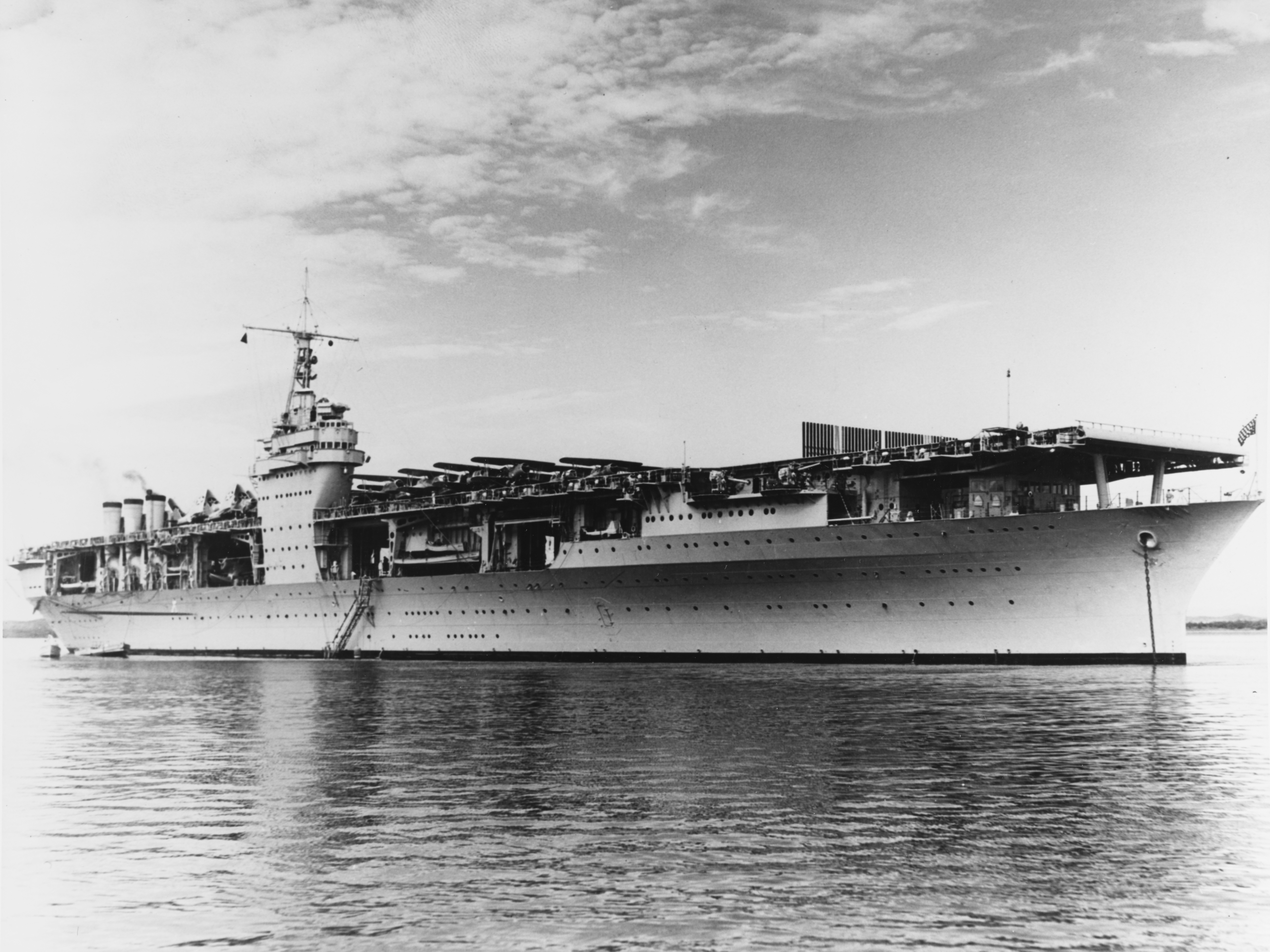
Die Ranger, 1939

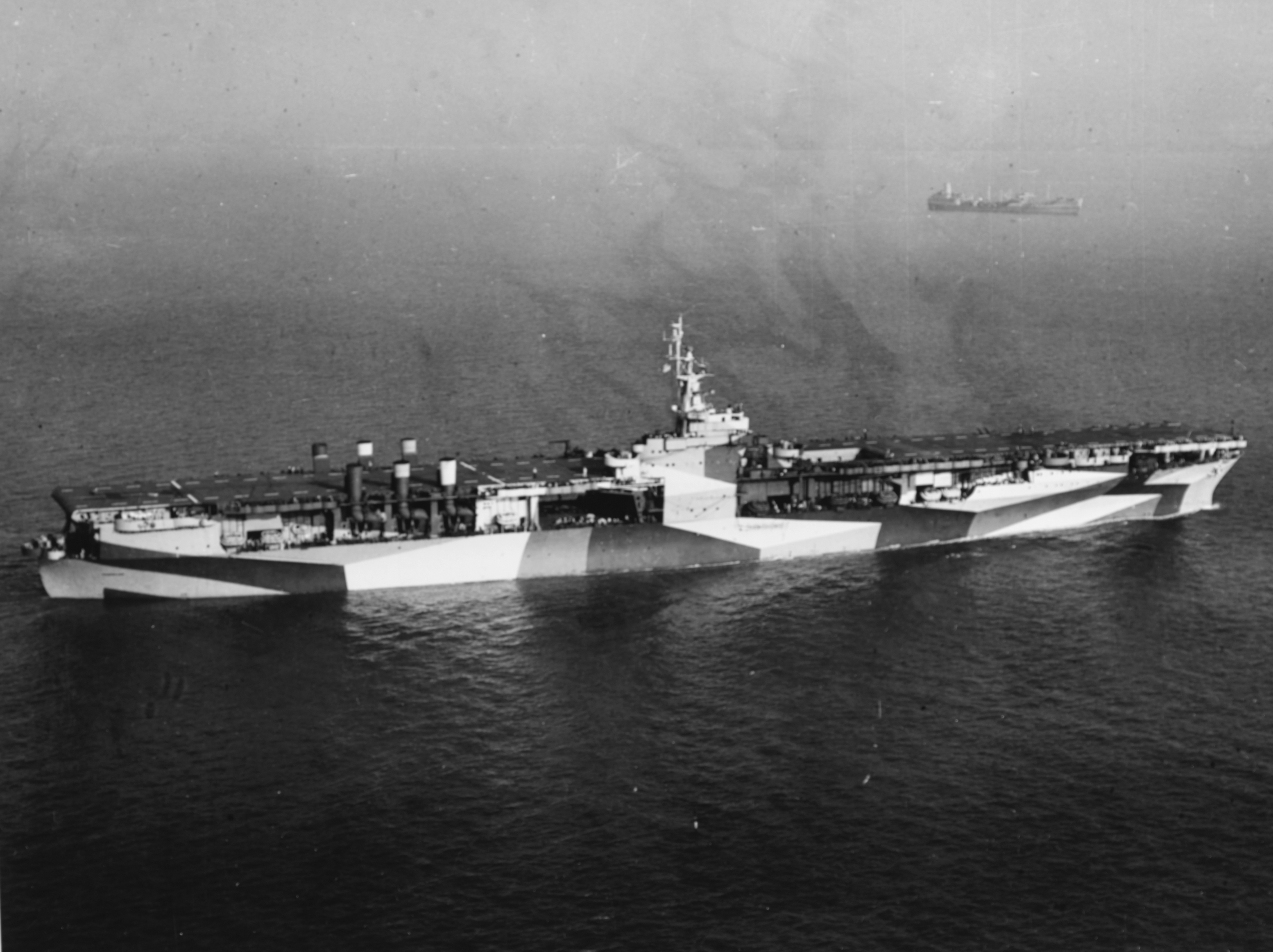
Die Ranger im Juli 1944 mit Tarnanstrich

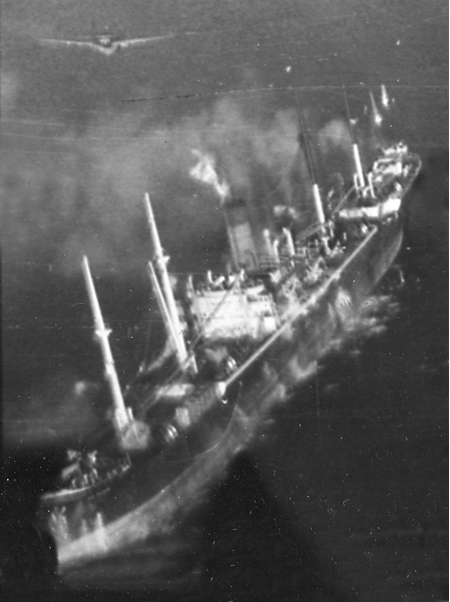
Der Frachter La Plata beim Angriff von Flugzeugen des Trägers

Das Schiff wurde am 26. September 1931 auf Kiel gelegt und am 4. Juni 1934 unter dem Kommando von Captain Arthur L. Bristol für die US-Marine in Dienst gestellt. Nach ihrer Jungfernfahrt nach Südamerika erfolgte ihre Überstellung in den Pazifik. Da sich die Ranger aber als zu langsam für Einsätze im weiten Raum des Pazifik erwies, fuhr sie im Atlantik ab 1939 Patrouille und unterstützte Geleitzüge. Auch wurde sie 1941 und 1942 immer wieder als Geleitsicherung für spezielle WS-Geleitzüge herangezogen.
Vom 8. bis 11. November 1942 war die Ranger mit ihrer Fliegerstaffel maßgeblich an der Eroberung Casablancas in Marokko beteiligt.
Am 25. April 1943 verkündete der deutsche Rundfunk "Achtung! Achtung! Wir sind stolz zu verkünden, dass ein deutsches U-Boot den amerikanischen Flugzeugträger Ranger im Nordatlantik versenkt hat!" Im Anschluss an diese Sendung meldeten deutsche Nachrichten, dass Kommandant Otto von Bülow vom U-Boot U-404, von Adolf Hitler persönlich mit Eichenlaub zum Ritterkreuz ausgezeichnet worden war. Als Grund nannte man "neben der Torpedierung von vier Dampfern auch den amerikanischen Flugzeugträger Ranger erwischt und versenkt". Tatsächlich wurde die USS Ranger nicht angegriffen, sondern ein anderer Träger erfolglos torpediert.
Vom  2. bis 6. Oktober 1943 beteiligte sich die Ranger an der Operation Leader. Am Morgen des 4. Oktobers 1943 erreichte das Schiff den Vestfjord. Bei zwei Angriffen versenkten die Flugzeuge vier Schiffe. Drei weitere Schiffe wurden beschädigt. Die La Plata musste nach einem Bombentreffer bei Bodø auf den Strand gesetzt werden. Bei den Angriffen wurden drei Flugzeuge von der Flugabwehr abgeschossen. Die an Bord stationierten Jagdflugzeuge vom Typ Grumman Wildcat schossen eine Junkers Ju 88 und eine Heinkel He 115 ab. Bei der Landung ging eine Wildcat über Bord. Der Pilot konnte aber gerettet werden.
Ab Mitte 1944 fuhr die Ranger kleinere Trainingseinsätze während des Pazifikkriegs. Ende 1945 operierte sie in der Nähe der Süd- und Ostküste der USA.
Am 18. Oktober 1946 wurde das Schiff außer Dienst gestellt und am 28. Januar 1947 zur Verschrottung an Sun Shipbuilding in Chester, Pennsylvania, verkauft.